# 金政玉
金 政玉（キム・ジョンオク、1955年8月22日 - ）は障害者インターナショナル日本会議事務局次長、在日本大韓民国民団葛飾支部国際課長。

## 来歴
- 1955年　山口県下関市で在日韓国人2世として生まれる。
- 3歳の時にポリオになる
- 1988年　東京都葛飾福祉工場（東京コロニー運営）勤務
- 1992年　年金制度の国籍条項を完全撤廃させる全国連絡会の結成に参加。
- 1997年　障害者インターナショナル日本会議の事務局スタッフとなる。
- 2002年  武者小路公秀が代表を務める「人権フォーラム21」の事務局次長に就任。
- 2004年　日本障害フォーラム（JDF）・障害者の権利条約推進に関する委員長に就任。
- 2005年　参院選出馬のために日本に帰化[1]。

## 活動
2007年7月の第21回参議院議員通常選挙において民主党公認で比例区から立候補。障害者差別禁止法の制定と定住外国人の地方参政権獲得などを訴えたが、獲得票は19,379票に止まり、同党比例名簿中最下位（35位）に終わって落選した。
公式ホームページによれば以下の政策を掲げていた。
- 障害者差別禁止法の制定
- 100万人を越える定住外国人への地方参政権の賦与
- 国籍条項が撤廃された1982年に外国籍で20歳以上だった重度障害者への障害基礎年金支給
- 1986年の法律改正時に60歳以上だった外国籍の人への老齢福祉年金の支給
- 在留資格の安定化、民族教育の保障

また、公式ホームページには、この時の出馬を応援する人として武者小路公秀らが掲載されていた。